# روبر لامورو
روبر لامورو (فرانسوی: Robert Lamoureux‎; ۴ ژانویهٔ ۱۹۲۰ – ۲۹ اکتبر ۲۰۱۱) بازیگر، کارگردان فیلم، نویسنده، نمایشنامه‌نویس، فیلم‌نامه‌نویس و خواننده اهل فرانسه بود. وی بین سال‌های ۱۹۵۰ تا ۲۰۰۵ میلادی فعالیت می‌کرد.
از فیلم‌ها یا برنامه‌های تلویزیونی که وی در آن نقش داشته است، می‌توان به ماجراهای آرسن لوپن و ماجراهای ساتورنن اشاره کرد.
وی همچنین برنده جوایزی همچون لژیون دونور شده است.